# زنبورخوار آفریقایی
سفید خوی زنبورخوار گلو سفید خوار ( bullockoides Merops ) یک گونه از انواع زنبر خواران زیست گاه اصلی این گونه در آفریقا جنگل های استوایی است.
- زنبور خوار
- زنبور